# Dorfkirche Hellborn

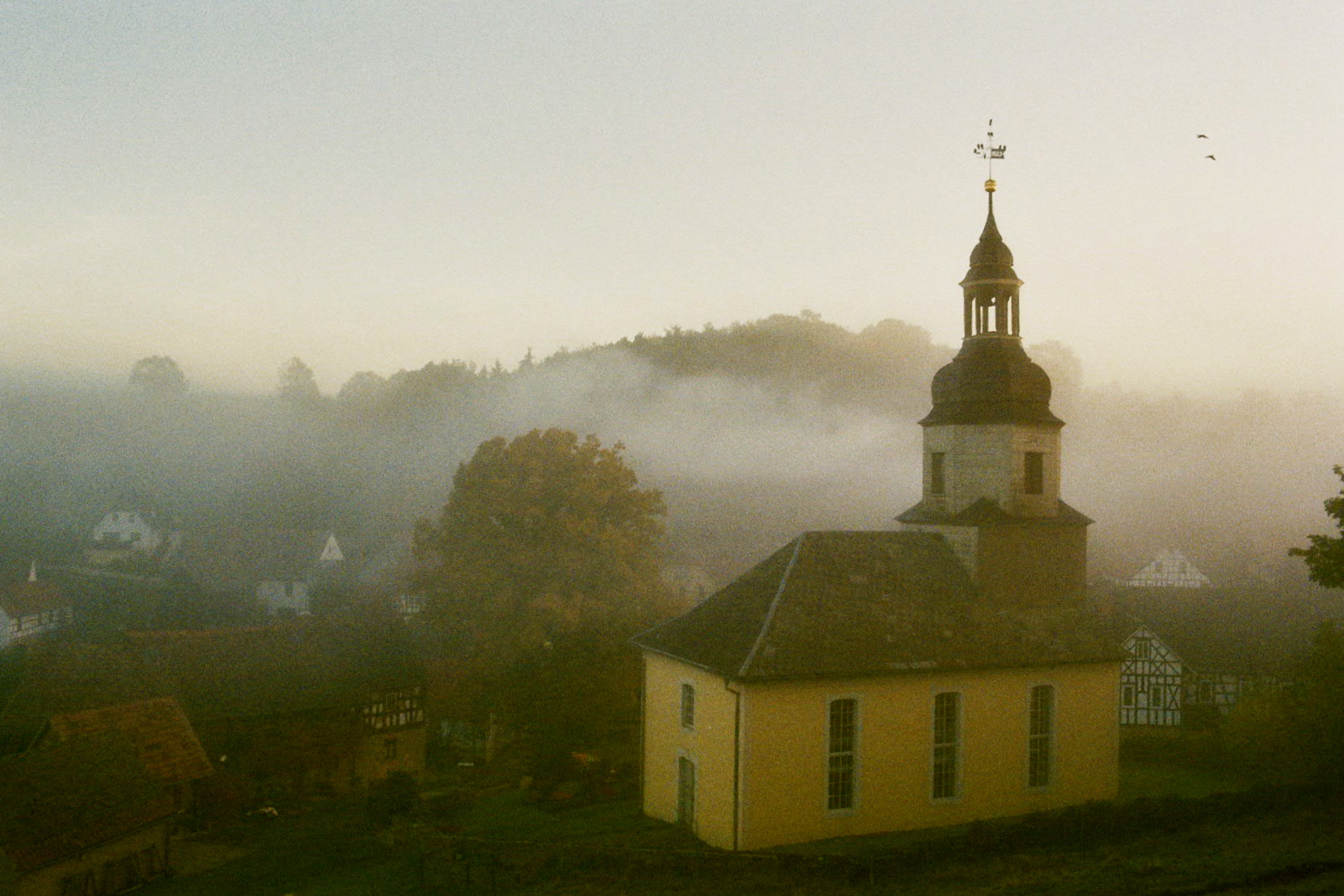
Dorfkirche Hellborn

Die Dorfkirche Hellborn steht im Ortsteil Hellborn der Gemeinde Renthendorf im Saale-Holzland-Kreis in Thüringen. Sie gehört zum Pfarrbereich Ottendorf im Kirchenkreis Eisenberg der Evangelischen Kirche in Mitteldeutschland.
Die Kirche und der Friedhof befinden sich an einem Nordhang südlich oberhalb des Dorfes.
1825 wurde das Vorgängergebäude, damals eine Filialkirche von Renthendorf, abgerissen und neu gebaut. Es entstand die Saalkirche mit östlichem Dachturm. Sie besitzt eine geschweifte Haube und eine Laterne.
Der Innenraum ist klassizistisch. Anklänge zum barocken Aussehen gibt es. Die dreiseitigen Emporen stehen auf Säulen. Der Kanzelaltar mit halbrunden Pilastern und einem Säulenpaar. Das Taufgestell ist hölzern. Der Deckelaufsatz dient als Pult. Die Orgel von Heinrich Schilling aus Weida wurde 1829 eingebaut. Die Glocken wurden im Ersten Weltkrieg eingeschmolzen. 1929 kaufte man Stahlglocken. Sie sind im Glockenhaus oberhalb der Kirche angebracht.